# Ладога (комбинат)
«Пищево́й Комбина́т Ла́дога» (ООО «ПК „Ладога“») занимается производством и дистрибуцией мучных и сахаристых кондитерских изделий на российском рынке. Под единым брендом «Ладога» компания выпускает сахарное, затяжное, овсяное печенье, вафли, зефир и мармелад, доступные всем слоям населения.
Основана в 1952 году. В 2003 году компания вошла в кондитерский холдинг «Лаком».
Производственные мощности ПК «Ладога» расположены на территории Санкт-Петербурга.

## Награды
- Золотая медаль «Лучший продукт», выставка «ПРОДЭКСПО-2006» и выставка «ПРОДЭКСПО-2007»[1]
- Гран-при в дегустационном конкурсе «Продукт года 2005», выставка World Food Moscow 2005[2]
- Медаль «За высокое качество продукции», «Всероссийский смотр качества кондитерских изделий».